# ویکتور روتشیلد، سومین بارون روتشیلد
ویکتور روتشیلد، سومین بارون روتشیلد (انگلیسی: Victor Rothschild, 3rd Baron Rothschild; ۳۱ اکتبر ۱۹۱۰ – ۲۰ مارس ۱۹۹۰) زیست‌شناس اهل بریتانیا بود. وی همچنین برندهٔ جوایزی همچون مدال جورج شده‌است.
وی دانشمند بریتانیایی، افسر اطلاعاتی در طول جنگ جهانی دوم و بعدها مدیر ارشد شرکت‌های رویال داچ شل و ان ام روچیلد و پسران، و مشاور دولت‌های ادوارد هیث و مارگارت تاچر در بریتانیا بود. او عضوی از خانواده برجسته روتشیلد بود.